# Междуреченское муниципальное образование (Саратовская область)
Междуреченское муниципальное образование — сельское поселение в Вольском районе Саратовской области Российской Федерации.
Административный центр — село Междуречье.

## История
Статус и границы сельского поселения установлены Законом Саратовской области от 27 декабря 2004 года № 86-ЗСО «О муниципальных образованиях, входящих в состав Вольского муниципального района».

## Население
| 2010  | 2011  | 2012  | 2013  | 2014  | 2015 | 2016  |
| ----- | ----- | ----- | ----- | ----- | ---- | ----- |
| 1090  | ↘1086 | ↘1051 | ↘1010 | ↘1005 | ↘998 | ↗1007 |
| 2017  | 2018  | 2019  | 2020  | 2021  |      |       |
| ↗1008 | ↘966  | ↘935  | ↘925  | ↘881  |      |       |

## Состав сельского поселения
| № | Населённый пункт | Тип населённого пункта       | Население |
| - | ---------------- | ---------------------------- | --------- |
| 1 | Буровка          | железнодорожная станция      | 43        |
| 2 | Буровка          | село                         | 28        |
| 3 | Клюевка          | село                         | 16        |
| 4 | Междуречье       | село, административный центр | ↘528      |
| 5 | Новая Павловка   | село                         | 57        |
| 6 | Покурлей         | село                         | ↘418      |